# Juliette and the Licks
Juliette and the Licks — американская рок-группа, образованная актрисой Джульетт Льюис в 2003 году и просуществовавшая до 2009 года. До создания собственной группы Льюис сделала кавер-версии песен PJ Harvey «Hardly Wait» и «Rid of Me» для фильма «Странные дни» 1995 года, в котором сама же и снялась.
Juliette & the Licks исполняли альтернативный рок, отмеченный влияниями PJ Harvey, Игги Попа, новой волны 1980-х годов, а стали популярны благодаря таким песням, как «You’re Speaking My Language» и «Hot Kiss». Три сингла группы входили в UK Singles Chart. Помимо Джульетт в последний состав входили гитаристы Крейг Фейрбах и Эмилио Куэто, басист Джейсон Уомак и барабанщик Эд Дэвис.
В начале 2009 года Льюис объявила о роспуске группы Juliette and the Licks и создании нового коллектива The New Romantiques.

## Дискография
- 2004 — ...Like a Bolt of Lightning EP
- 2005 — You're Speaking My Language
- 2006 — Four on the Floor (вышел 2 октября)[5]

### Синглы
| Год  | Заголовок                     | Места в чартах | Места в чартах   | Места в чартах       | Места в чартах   | Aльбом                      |
| Год  | Заголовок                     | U.S. Hot 100   | U.S. Modern Rock | U.S. Mainstream Rock | UK Singles Chart | Aльбом                      |
| ---- | ----------------------------- | -------------- | ---------------- | -------------------- | ---------------- | --------------------------- |
| 2005 | «You’re Speaking My Language» | -              | -                | -                    | #35              | You’re Speaking My Language |
| 2005 | «Got Love To Kill»            | -              | -                | -                    | #56              | You’re Speaking My Language |
| 2006 | «Hot Kiss»                    | -              | -                | -                    | #50              | Four On The Floor           |